# Fat White Family
Fat White Family ist eine britische Post-Punk-Band aus Peckham in London. Die Band hat provokante Texte und ist bekannt für ihre ebenfalls provokanten Liveshows.

## Bandgeschichte
Die Band wurde 2011 um den Frontmann Lias Kaci Saoudi gegründet. Zwei Bandmitglieder, Saul Adamczewski und Joseph Pancucci-Simpson (Bass) stammten aus der Band The Metros. 2013 erschien über Thrashmouth Records ihr Debütalbum mit dem provokanten Namen Champagne Holocaust. Das Coverartwork war ebenfalls als Provokation zu sehen:

„Ein abgemagerter Männerkörper mit Schweinekopf, auf dem Schweinekopf die besagte Champagnerflasche. Aus dem linken traurigen Schweineauge perlen zwei Tränen, um den Hals eine Kette mit Kreuz. Arme, stoppelige Beine und den bis zu den Knien baumelnden, beschnittenen Schwanz spreizt die „Kreatur“ von sich. In der linken Hand ein blutbefleckter Hammer, in der rechten eine blutbefleckte Sichel.“

Zu Touch the Leather wurde ein Video gedreht, das Sänger Lias Kaci Saoudi im Vordergrund zeigt, der eine Zigarette raucht und den Text mitsingt, während sich im Hintergrund ein entblößter Hintern bewegt. Lyrisch und textlich war das erste Album sehr explizit, die Texte zum Teil ordinär und voller sexueller Anspielungen. Auch ihre Liveshows zeichnen sich durch den Einsatz diverser Körperflüssigkeiten und sexuelle Anspielungen aus. 2014 wurde der Band im Rahmen der NME Awards der Philip Hall Radar Award verliehen.
2016 erschien das zweite Album Songs for Our Mothers, das die Band musikalisch gereifter zeigte, allerdings ebenfalls wieder provokante Texte bietet. Das Video zu Whitest Boy on the Beach zeigt Nazi-Skinheads, die in einem Darkroom gedemütigt werden. Das Album erreichte im Vereinigten Königreich Platz 63.

## Stil
Die Fat White Family spielt Post-Punk, der sich aus verschiedenen Musikstilen, wie dem Wave, Britpop, Punk, Lo-Fi, Garage Punk und ab dem zweiten Album auch mit Discomusik zusammensetzt. Textlich bedient sich die Band eines Vexierspiels mit politischer Unkorrektheit und Fascho-Ästhetik, bezeichnet sich jedoch selbst als radikal linke Band. Die Texte umfassen verschiedene Formen des Tabubruchs, die sich vor allem auf sexuelle Perversionen sowie Nazi-Chic konzentrieren. Ein Lied handelt außerdem vom britischen Serienmörder Harold Shipman. Musikalisch erinnert die Band an eine moderne Version von Velvet Underground. Referenzen zu The Fall sind ebenfalls gegeben. So lautet einer ihrer Songtitel auch I Am Mark E. Smith, benannt nach dem Sänger der Band.

## Diskografie
Alben
- 2013: Champagne Holocaust (Trashmouth Records)
- 2016: Songs for Our Mothers (Without Consent)
- 2019: Serfs Up (Domino Recordings)
- 2024: Forgiveness Is Yours (Domino Recordings)

Kompilationen
- 2014: Crippled B-Sides and Inconsequential Rarities (Eigenproduktion)

Singles und EPs
- 2013: Fat Whites (Split-EP mit Taman Shud, Trashmouth Records)
- 2014: Touch the Leather (Hate Hate Hate Records)
- 2014: I Am Mark E. Smith (10", Without Consent)
- 2014: Auto Neutron (12", Trashmouth Records)
- 2016: Whitest Boy on the Beach (7", Without Consent)
- 2016: Breaking into Aldi (7", Without Consent)
- 2016: Tinfoil Deathstar (Without Consent)
- 2019: Feet (Domino Recordings)
- 2019: Tastes Good With The Money (10", Domino Recordings)